# Chiesa di Santa Maria della Consolazione (Almenno San Salvatore)
La chiesa di Santa Maria della Consolazione detta di San Nicola sorge nel territorio del comune di Almenno San Salvatore, collocata presso la contrada denominata "la Porta" e circondata dai vigneti della collina Umbriana.

## La storia

### Le origini
La sua nascita è dovuta a una pestilenza che imperversava negli anni 1483-84. Gli almennesi fecero voto a Dio che avrebbero costruito una cappella in onore dei santi Sebastiano e Rocco, tradizionali protettori contro le malattie infettive, se il contagio fosse finito presto, come effettivamente avvenne.
Nel 1485, mentre già si pensava di avviare i lavori, la predicazione del frate agostiniano Alberto da Sarnico convinse la popolazione a edificare, invece della cappella progettata, una chiesa intitolata a Santa Maria della Consolazione e un monastero per gli agostiniani eremitani. Il comune donò a fra' Alberto un terreno di 10 pertiche in località "Bastia o Castello" ad Almenno Alto, per fondarvi la chiesa e il monastero. Promise inoltre un ulteriore stanziamento di 1.000 ducati d'oro, dopo che si fosse ottenuta l'approvazione dalla Congregazione Lombarda degli Agostiniani.

Secondo lo storico Donato Calvi, con il consenso dei superiori, ottenuto nel 1487, i frati preferirono far sorgere il convento nella contrada della Porta, in un luogo aperto sulla collina di Umbriana.
(Paolo Manzoni - Gli inizi del convento-p.19)
Qui dapprima acquistarono il 13 novembre 1487 un terreno di 9 pertiche “dilatabilis” con atto redatto dal notaio Pietro fu Bernardo sul quale doveva essere edificato un edificio con cappella e alcune stanze per i religiosi, edificio che è visibile sulla piazza antistante la chiesa. La cerimonia della posa della croce dove venne edificato l'edificio fu celebrata da fra Agostino di Crema priore generale dell'ordine e fra >Severino di Clusone priore della chiesa agostiniana di Bergamo. Fu nominato primo rettore fra Pasquale da Gazzaniga il quale con un altro confratello si dedicò alla predicazione dei diversi paesi per la raccolta di fondi necessari alla costruzione del nuovo convento, e della prima cappella per la celebrazione delle funzioni eucaristiche. I primi piccoli fabbricati composero quello detto forman Monasterioli, piccolo conventino che iniziò ad accogliere anche altri frati. Furono quindi acquistate nuovi fondi in prossimità con la posa della prima pietra sempre da Agostino da Crema il 10 agosto 1488 quello che era il pprimarius funtamentalis lapis della chiesa mariana. Fra Pasquale da Gazzaniga fu il primo rettore e custode amministrando la comunità per tre anni nominato “Rector et edificandi Monasterij cum ecclesia solicitator, exequtor et ad sui arbitrium dispositor”, si disse di lui che avesse “cura diligentia et sudoribus”. Suo successore fu fra Giovan Pietro Rivola.
Più tardi, acquistati con le elemosine raccolte alcuni terreni poco discosti, il 10 agosto 1488 vi fondarono la chiesa ed il monastero di Santa Maria della Consolazione. L'intitolazione della chiesa alla Madonna della Consolazione, e non ai santi Rocco e Sebastiano come avrebbero indicato gli almennesi, si deve al lascito delle contrade di Brugo Superiore, Brugo Inferiore e della Porta che fecero dono agli agostiniani dopo il periodo della peste del 1486. I personaggi delle contrade il 29 ottobre 1486 donarono agli agostiniani 10 pertiche in Bastia seu in Castro con il vincolo di intitolare la chiesa solo alla Madonna della Consolazione. Si consideri che la comunità era priva di sacerdote essendo l'allora don Sebastiano de Maduris, accusato di furto e rimosso dal vescovo di Bergamo. Serviva alla comunità l'assistenza spirituale che fu chiesta agli agostiniani. Il territorio donato era posto all'interno delle mura in una zona ritenuta protetta. La costruzione del convento fu molto breve e indicata da Donato Calvi: ultimo termine della fabrica del convento il 16 agosto 1488.
L'importanza del personaggio per la costruzione della chiesa è rilevabile anche dall'affresco posto all'ingresso della sagrestia che lo dovrebbe raffigurare con la scritta: Q(ui) (e)s auctor o(mn)ium in h(oc) pascali gaudio / ab o (mn)i mortis / i(m)petu t(uu)m defende / p(o)p(u)lum (tu sei il salvatore di tutti , in questa gioia pasquale difendi il tuo popolo da tutti gli assalti della morte).
I lavori di costruzione realizzati e progettati da artigiani locali, si protrassero per diversi anni e si conclusero intorno al 1510, ma già egli ani ottanta del Quattrocento vi furono realizzati i decori delle cappelle. Il monastero venne edificato contemporaneamente, addossato al fianco sud della chiesa, che fu consacrata il 16 novembre 1518.

### Il Cinquecento
Nel Cinquecento il complesso di Santa Maria della Consolazione visse il momento più luminoso della sua storia. Vi dimoravano stabilmente in media sette frati, dediti alla preghiera, allo studio e alla predicazione, e conducendo una vita generalmente irreprensibile. Nei primi decenni del secolo le famiglie più ricche ottennero dai frati di poter avere in chiesa una cappella di famiglia con il relativo sepolcro. Provvidero inoltre a proprie spese a realizzare gli undici altari nei fianchi della navata, ingaggiando artisti di talento per abbellirli, e disposero lasciti perpetui a favore delle cappelle laterali per la celebrazione, talora giornaliera, di messe.
La popolazione di Almenno aveva una grandissima devozione per la chiesa. Una scola, confraternita laica del SS.mo Sacramento, provvedeva al suo buon governo collaborando con i frati mentre persone di ogni ceto sociale facevano offerte e disponevano lasciti per le opere di culto e per l'abbellimento dell'edificio. Nel volgere di mezzo secolo il monastero si arricchì in modo considerevole, favorito in questo sia dalle esenzioni fiscali che gli furono accordate dal comune di Almenno nel 1535 e dalle Autorità Venete nel 1548, sia dalle donazioni di terreni, case e denaro, che portarono alla costituzione di un patrimonio fondiario notevole, soprattutto ad Almenno e a Bariano, località in cui i frati nel 1568 possedevano più di 300 pertiche di terra. Altri capitali, aggiuntisi grazie alle rendite dei terreni, venivano prestati a privati o ad altri conventi con interessi del 3-4 per cento, secondo una consuetudine diffusa a quei tempi e contro la primitiva povertà. Il periodo di splendore raggiunse l'apice negli ultimi decenni del secolo, quando nel 1588 fu avviata la costruzione del prezioso organo Antegnati e venne portato a termine il completamento del campanile.

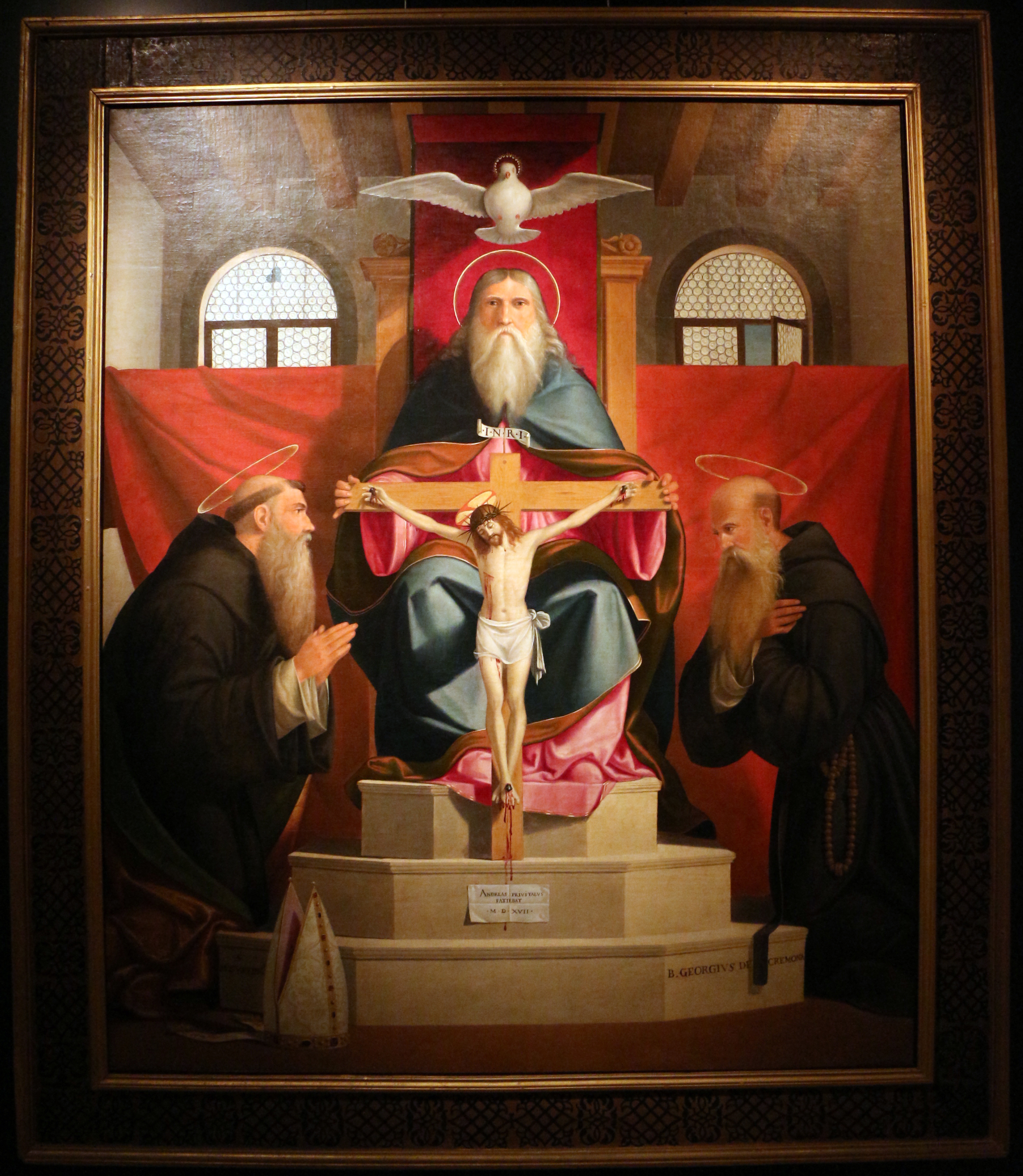
Andrea Previtali, Trinità con sant'Agostino e il beato Giorgio da Cremona, 1517

### Il Seicento
Nel Seicento il monastero, pur continuando a essere luogo di preghiera e di meditazione, centro propulsore di fede e di carità, andò gradualmente perdendo in vitalità e fervore. La comunità religiosa dimorante nel chiostro ridusse il numero dei propri appartenenti a non più di cinque frati. Inoltre, nel corso del secolo, si verificarono alcuni fatti incresciosi che turbarono gravemente lo svolgimento tranquillo della vita monastica. Alcuni priori si trovarono irretiti in contrasti con i parroci locali per questioni di giurisdizione ecclesiastica. Nel 1628 il priore Emilio Bottani fu assassinato nel chiostro da ignoti e alcuni frati furono pesantemente sospettati di essere i responsabili del delitto. Nel 1630, in occasione delle peste, il monastero rischiò di essere abbandonato dai religiosi, che intendevano allontanarsi da Almenno, ufficialmente "per ordine dei suoi superiori"; nel 1673 fu rubata una somma di denaro tenuta sottochiave dal priore nella propria stanza.
Ciononostante non diminuì la frequentazione della chiesa e la generosità da parte della popolazione locale. Non cessarono le donazioni e i lasciti, particolarmente numerosi nel periodo della peste. Si continuò ad arricchire la chiesa di opere d'arte e di nuovi abbellimenti, non sempre felici negli esiti, come quando negli anni 1656-1663 si coprirono di stucchi barocchi varie cappelle, deturpando l'aspetto originario dell'edificio. Si affermarono o consolidarono alcune devozioni tipiche degli agostiniani: le feste di Sant'Anna, di San Nicola da Tolentino  e della Beata Vergine della Cintura furono celebrate ogni anno con grande solennità e concorso di popolo.
Il culto a san Nicola ebbe tale successo che, a partire dalla seconda metà del Seicento, la chiesa stessa cominciò a essere chiamata con il suo nome. L'antica confraternita del Santissimo Sacramento, trasformatasi in Scuola dei Cinturati, acquistò grande autorità, soprattutto nella gestione di alcuni legati e nell'organizzazione delle feste più amate dal popolo.

### Il Settecento
Nel Settecento, nonostante le condizioni di vita del complesso di Santa Maria della Consolazione non subissero cambiamenti di rilievo, diminuì ulteriormente il numero dei frati presenti nel chiostro. Questo fatto fu la causa della precoce fine dell'istituzione monastica. La Repubblica Veneta, con il pretesto che non potesse essere garantita una vita comunitariamente e spiritualmente accettabile a causa dell'esiguo numero di membri, soppresse il convento di Santa Maria della Consolazione il 3 settembre 1772 insieme con altri piccoli monasteri bergamaschi.
Il Governo incamerò i beni e li mise in vendita al miglior offerente con l'obbligo perpetuo per il compratore: «...di far celebrare nella Chiesa a detto convento annessa una Messa in ogni Giorno Festivo di cadaun Anno, e di provvedere a tutto ciò che occorre per detta celebrazione; coll'obbligo ancora di mantenere li Mobili, e Sacri Arredi di detta Chiesa, che al Compratore saranno tutti consegnati sostituendone de nuovi all'occorrenza; coll'obbligo finalmente dell'occorrente spesa per mantenimento e ristauro della Chiesa, Sagrestia, Campanile e Campane».
La Confraternita dei Cinturati e i sindaci del comune di Almenno inviarono una supplica a Venezia affinché la chiesa fosse ceduta a loro, ma la domanda non ebbe esito felice, probabilmente perché giunse dopo che la soppressione era stata ratificata. Il 2 giugno 1773, espletate tutte le operazioni d'asta, il nobile Paolo Defendo Vitalba acquistò il complesso monastico di Almenno con una parte dei terreni, pari a poco più di 30 pertiche. La cessione fu approvata da Venezia, perché il compratore offriva più che sufficienti garanzie circa il mantenimento dei diritti sia materiali che spirituali della chiesa a lui affidata.
I Vitalba tennero fede ai propri impegni, gestendo con correttezza morale gli aspetti finanziari ed amministrativi connessi alla loro funzione di custodi.
Preferirono tuttavia affidare gli aspetti del culto alla Confraternita della Cintura, con la quale fin dal 24 luglio 1773 avevano stipulato una convenzione, delegandole l'obbligo della messa festiva e concedendole di continuare le proprie pratiche religiose.

### L'Ottocento
Dalla fine del Settecento e per quasi tutto l'Ottocento la chiesa fu sempre officiata: vi si celebrava regolarmente la messa tutti i giorni festivi e si festeggiavano con particolare solennità le ricorrenze della Madonna della Cintura il 25 luglio, di San Nicola da Tolentino il 10 settembre e della Beata Vergine del Buon Consiglio il 26 aprile, giorno in cui, dopo la messa cantata all'altare della Madonna si benediceva "la semenza de bigatti" (bachi da seta).
Sulla fine dell'Ottocento, con il declino della Confraternita della Cintura, l'interesse e l'attenzione alla chiesa andò scemando progressivamente. Seguì un lungo periodo di decadenza, protrattosi fin oltre la metà del XX secolo, durante il quale la chiesa fu raramente utilizzata.
Da alcuni decenni Santa Maria della Consolazione è tornata al centro della devozione degli Almennesi, che vi accorrono numerosi ogni volta che vi si svolge qualche funzione religiosa. Grande è anche l'afflusso degli amanti della musica sacra in occasione dei concerti sull'organo Antegnati.

## Descrizione

### La struttura
Il complesso di Santa Maria della Consolazione si trova in una posizione incantevole sulla sommità della collina di Umbriana, circondato a est e a sud da vigneti, a ovest dall'antico insediamento della Porta. È costituito da tre corpi di fabbrica:
- la chiesa con la sagrestia (XV secolo) e il campanile (fine XVI secolo)
- il monastero con il chiostro (XV secolo)
- un grande locale adibito a cantina di costruzione posteriore

La chiesa è a pianta rettangolare, con presbiterio meno ampio e con abside poligonale a cinque lati. Esternamente ha una conformazione volumetrica che richiama le costruzioni a tre navate, con la centrale più alta delle laterali, ma in realtà è formata da un'unica grande aula, a cui sono addossate delle cappelle laterali. È costruita con conci ben squadrati di calcare bianco-rosato delle antiche cave del torrente Tornago, disposti in corsi ben allineati. I fianchi e l'abside sono ripartiti da lesene che servono da contrafforti alle arcate della navata e alle volte del coro.

### La facciata
La facciata a vela, più elevata del tetto e divisa da sei lesene in cinque scomparti, è a capanna. Ha un grande portale rinascimentale con timpano triangolare in marmo bianco, architrave e stipiti ornati di tondi in marmo rosso, un rosone centrale e due finestroni laterali "di gusto veneto"; più in alto, dentro nicchie, sono collocate le statue di san Nicola a destra, di sant'Agostino a sinistra e al centro, sopra il rosone, quella della Vergine.

### Interno
L'interno della chiesa è a una sola navata, divisa in sei campate da cinque grandi archi gotici. Il tetto è formato da un'orditura in legno e formelle originali in cotto affrescate. Il soffitto e le formelle sono state oggetto di attento restauro nel 2016 grazie al FAI, su progetto di Luca Scaburri e del restauratore Tiziano Villa, con il contributo sia della fondazione che della comunità. Hanno così ripreso i colori naturali le cinquecentesche decorazioni con disegni di rosoni geometrici o floreali, ma anche figure antropomorfe, festoni di frutta, fiori e alcuni ritratti di profilo.   Nelle pareti laterali sono inserite sei cappelle per lato, aventi archi e volte di copertura a tutto sesto. Sopra di esse corre un matroneo che, in corrispondenza di ogni campata, si affaccia sulla navata con eleganti bifore, costituite da archi a tutto sesto poggianti su una colonna al centro e su semicolonne poligonali di cinque lati ai fianchi. Il pavimento è ancora quello iniziale in cotto, con lastre tombali, alcune delle quali finemente scolpite, disposte davanti ai gradini del presbiterio (1503) e alle cappelle laterali. Gli agostiniani destinato le cappelle alle importanti famiglia cittadine, lasciando a loro la scelta della intitolazione e anche degli arredi. Questo ha permesso che le undici cappelle dedicate potessero avere importanti opere e decorazioni. 
L'aspetto originario dell'interno è stato in parte manomesso da interventi successivi: nei secoli XVII e XVIII i frontali e gli interni di gran parte delle cappelle furono ornati di stucchi - i migliori sono opera di Giovanni Antonio Sanz (1702-1787) - con gravi danni per gli affreschi; il matroneo fu interrotto sopra la quinta cappella di destra per collocarvi l'organo e in corrispondenza anche sull'altro lato per sopraelevare la cappella della Beata Vergine della Cintura; le decorazioni del presbiterio, delle pareti in alto e dei matronei al tempo della peste del 1630 vennero imbiancate, così che la chiesa ha perso in parte la vivacità e la festosità che la caratterizzavano.

### Cappelle laterali di destra

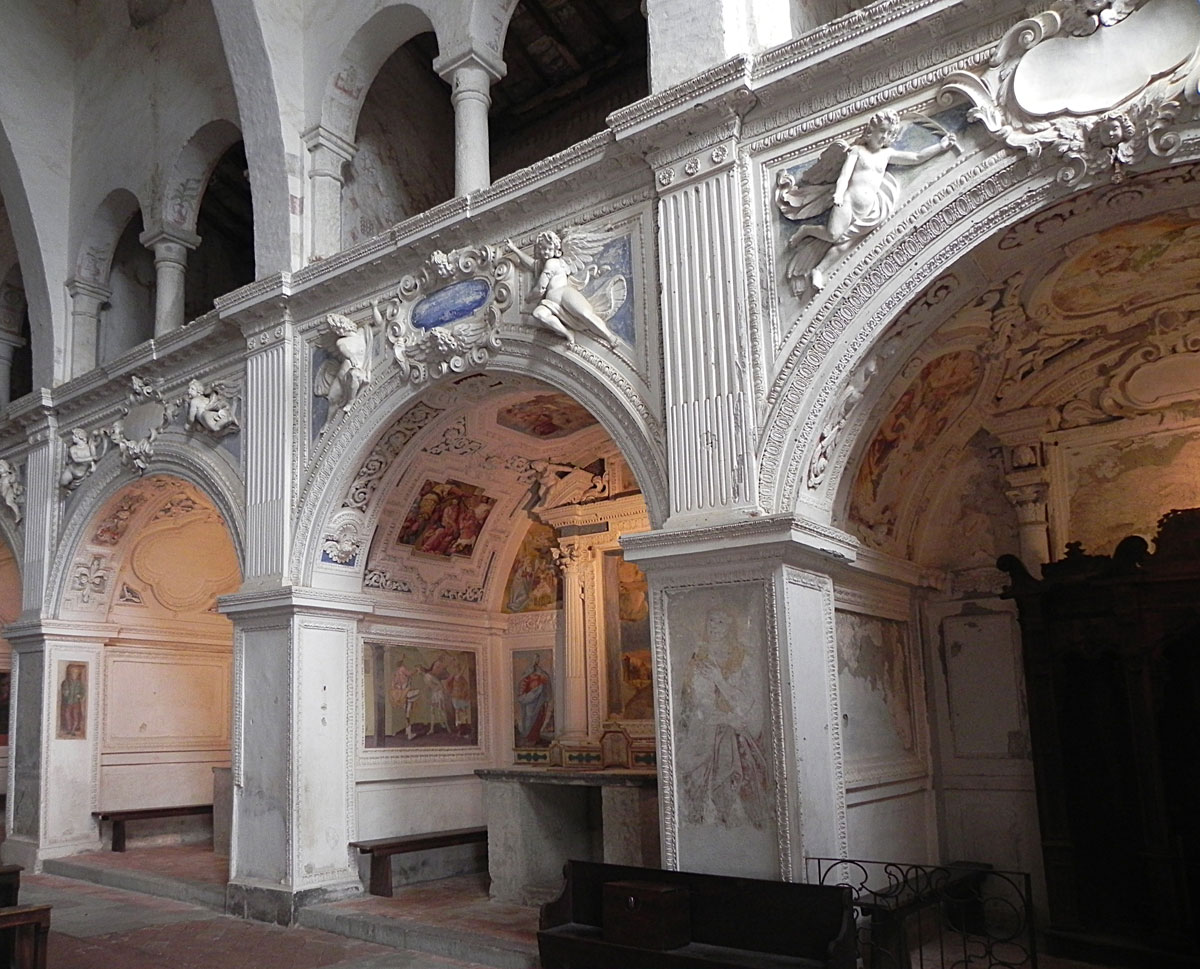
Visione delle cappelle di destra

#### La prima cappella
,La prima cappella a destra è occupata da un grande confessionale, ma anticamente vi era l'altare barocco di San Lorenzo, del quale restano alcuni stucchi; un dipinto su tela del Santo con la Madonna e offerenti, attribuito a Gian Paolo Cavagna (1556-1627), abbelliva in passato la cappella. Affreschi seicenteschi molto rovinati decorano la volta: Annunciazione, Padre Eterno e Assunta; sul frontale del primo pilastro un frammento di Santa Maria Maddalena (XVII secolo).

#### La seconda cappella
La seconda cappella, detta del Crocefisso, anticamente aveva nella nicchia dietro l'altare una scultura lignea di “Cristo in croce”; della scena della Crocifissione restano le immagini settecentesche della Madonna a sinistra e di san Giovanni Evangelista a destra; sopra queste l'Orazione nel Getsemani e la Natività.
I fianchi e la volta sono decorati da affreschi del XVIII secolo, attribuibili al cremasco Gian Giacomo Barbelli: Flagellazione, Incoronazione di spine, Trionfo della croce, Caduta sotto la croce e Crocifissione.

#### La terza cappella
Nella terza cappella, dedicata alla Santissima Trinità, si può ammirare una pala raffigurante la Trinità e Santi, con la raffigurazione di sant'Agostino e Giorgio da Cremona pregevole opera di Andrea Previtali (1470-1528), che così si firma sul secondo gradino del trono: "ANDREAS PREVITALUS / FATIEBAT / MDXVII". Sul frontale del terzo pilastro restano tracce di un Sant'Antonio di Padova con offerente (XVII secolo).

#### La quarta cappella
Nella quarta cappella vi è l'altare dedicato a san Tommaso di Villanova, raffigurato insieme a sant' Agostino su tela eseguita nel 1692 da Giovan Battista Cesareno; due tavole con episodi della vita di san Nicola sono appese sui fianchi. Sul frontale del quarto pilastro sta un bell'affresco della Madonna col Bambino e offerente, attribuito ad Antonio Boselli (1480-1532), commissionato nel 1518 da un certo Pellegrino Arigetti del Ponte, come recita l'iscrizione sotto l'immagine.

#### La quinta cappella
La quinta cappella, detta dell'Annunciata, apparteneva alla ricca famiglia degli Arigetti. Un dipinto cinquecentesco su tela di autore ignoto, racchiuso dentro un'ancona coeva in legno, rappresenta l'Annunciazione; nella lunetta dell'ancona è raffigurato il Padre Eterno con lo Spirito Santo. Sul fianco sinistro della cappella è conservato un affresco dello Sposalizio di Maria Vergine, datato 29 marzo 1537, attribuito alla bottega degli Scipioni di Averara, vi era presente ad Almenno un importante rappresentante della famiglia certo Bartolomeo medico, autorizzato a essere poi sepolto nella cappella mentre il figlio Agostino, divenne sacerdote. Sul pilastro sono dipinti a fresco Sant'Agostino e un Santo Vescovo, opere del XVI secolo; nel sottarco i profeti.

#### La sesta cappella
Nell'ultima cappella, dove non vi sono mai stati altari, si vedono immagini appartenenti ai primi anni di costruzione della chiesa. Sul fianco destro sta la Madonna col Bambino fra San Sebastiano e San Rocco; sopra e accanto San Giobbe lebbroso. Altra Madonna col Bambino è raffigurata sulla parete di fondo, in alto, fra due angeli che scostano un tendaggio, con la scritta: "IMPENSIS DOMINI PILIGRINI QUONDAM IOANNINI DE ARIGETIS DEPINCTA HEC DIE Il MAY MCCCCLXX..."; in basso, ancora la Madonna col Bambino e nella lunetta sopra la porta della sagrestia una testa di Santo. Il fianco sinistro presenta le seguenti immagini: Madonna col Bambino fra San Nicola e San Giobbe; in alto Sant'Antonio abate, Santa Lucia, San Giobbe; sulla lesena dell'arco un altro San Giobbe lebbroso.

### Le cappelle laterali di sinistra

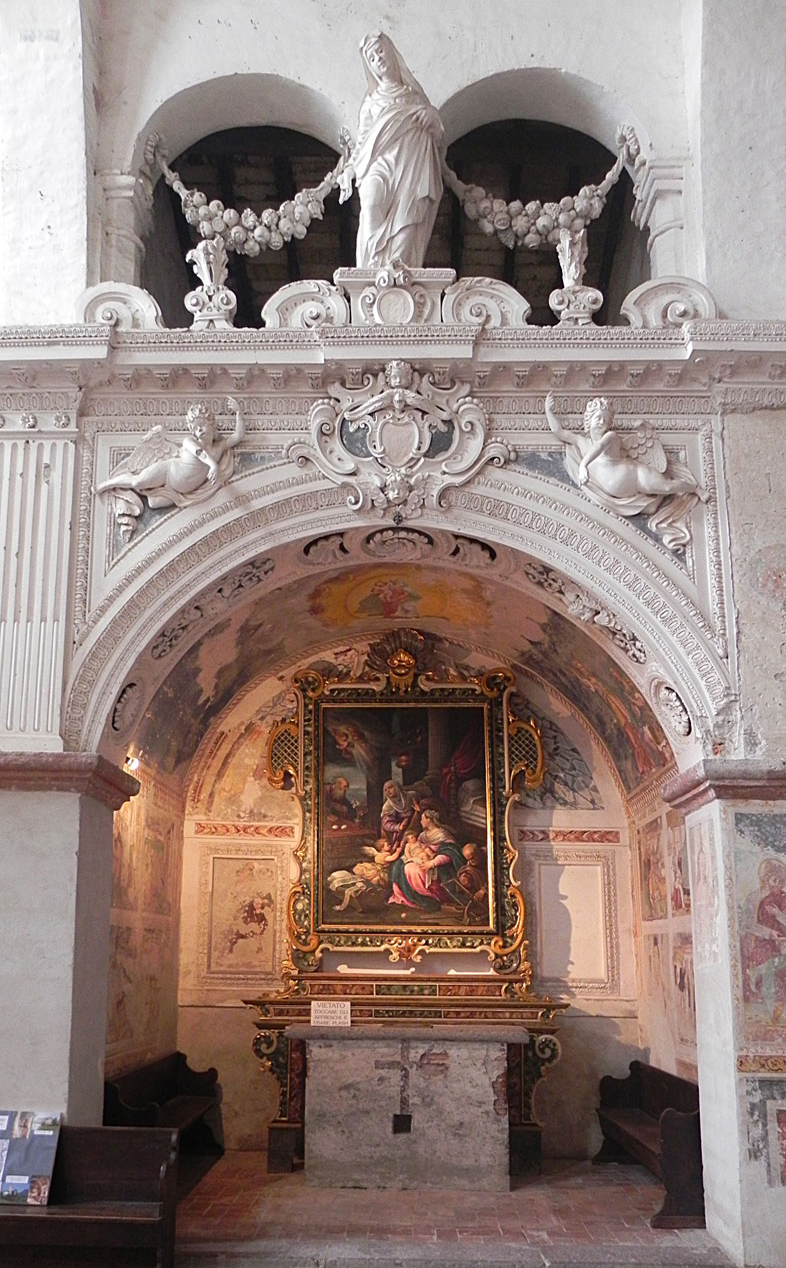
Seconda cappella di sinistra

#### La prima cappella
Sull'altro lato della chiesa a partire dall'ingresso, la prima cappella è attualmente occupata da un confessionale, ma in antico vi era un altare dedicato a san Rocco con polittico del già citato Antonio Boselli e statua del santo firmata dall'artista. Sul fianco destro sono affrescate quattro scene della vita di san Rocco; su quello di sinistra quattro episodi della vita di san Paolo eremita, a cui si richiamano gli Agostiniani Eremitani; sulla parete di fondo si vedono sant'Apollonia e altra Santa da liberare dallo scialbo; nel sottarco gli evangelisti e Sant' Agostino; nella volta un frammento di Padre Eterno; sul pilastro di destra san Pietro, su quello di sinistra sant'Antonio abate.

#### La seconda cappella
La seconda cappella, intitolata a Sant'Anna, è ornata da una tela raffigurante la Sacra Famiglia con i Santi Gioachino e Anna, notevole opera di Francesco da Ponte (1549-1592) detto il Bassano. La vita di Sant'Anna è narrata anche negli affreschi dei fianchi in quattro scene per parte e la sua statua è posta fra gli stucchi del soprastante matroneo. Nella volta ci sono scadenti affreschi settecenteschi; sul pilastro di destra San Sebastiano (XVI secolo); sul frontale del secondo pilastro San Rocco e San Sebastiano in conversazione (XVI secolo).

#### La terza cappella
La terza cappella è dedicata a San Nicola da Tolentino. La statua del santo è in una nicchia sopra l'altare e in alto sul matroneo. Pregevoli affreschi attribuiti a Antonio Boselli decorano i fianchi: a destra, Sant'Apollonia e le Mistiche Nozze di Santa Caterina con un gruppo di devote e sul pilastro san Sebastiano; a sinistra la Madonna col Bambino tra due santi vescovi e sul pilastro san Rocco; sul frontale del terzo pilastro Santo Stefano.

#### La quarta cappella
Nella quarta cappella, originariamente intitolata ai santi Sebastiano e Rocco e di proprietà della famiglia Teutaldi de Rota dalla fine del Quattrocento abitante in località Porta e che commerciavano in provincia di Rovigo. Passò poi alla famiglia Bergonzi, forse contitolari già dalla sua edificazione. I due eerano cognati. Risulta infatti che Gottardo Bengonzi, prima di morire di peste, fece testamento indicando d'essere sepolto nella chiesa della Consolazione, davanti alla cappella di San Sebastiano dove risulta presente una tomba avente incise le lettere G.F.”. La cappella è citata solo nel 1513 come: “ad altare Capellae s.ti Sebastiani”: Si trova l'altare della “Madonna del Buon Consiglio”, che è raffigurata su tela protetta da un vetro. Discreti affreschi cinquecenteschi, in precarie condizioni, adornano le pareti: a destra la Madonna col Bambino tra San Rocco e San Sebastiano e sul pilastro san Gerolamo con una chiesa in mano; a sinistra sant'Agostino affiancato da due santi e sul pilastro sant'Antonio Abate; nella volta gli Evangelisti; sul frontale del quarto pilastro Sant'Agostino con offerente inginocchiato.

#### La quinta cappella
La quinta cappella, originariamente dedicata san Nicola da Tolentino e sant'Antonio come indicato nell'atto notarile che indicavano aventi il giuspatronato i membri della famiglia Cressini, ricchi proprietari sia nella bergamsca che all'estero: «capellam sub vocabulo scncti antonij et sancti nicholay de tolentino positam in ecclesia domine sancte marie Contolstionis […] iuxta et continugam capelle illorum de luirlis» La cappella fu poi dedicata alla “Madonna della Cintura”, con il rinnovamento del 1721, quando venne sopraelevata e dotata di altare in stucco con nicchia: Vi è conservata la statua vestita della Madonna col Bambino di gusto settecentesco. Gli affreschi più antichi sono stati abbattuti e sostituiti da decorazioni del Settecento.
La cappella fu affrescata da Jacopinno Scipioni di Averara con il quali i committenti ebbero un diverbio che si cocluse comunque con la conferma del lavoro al pittore di Averara. Di fronte alla cappella Bartolomeo Scipioni medico cittadino, vi aveva fatto costruire la sua tomba nel 1503 con l'epigrafe «BARTOLOMEI DE SCIPIONIBUS / ARTIUM PROFESSORIS AC EIUS / SUCCESSORUM TUMULUS|MCCCCCIII».

#### La sesta cappella
La sesta cappella si presenta senza ancona, e aveva il giuspatronato della famiglia Luelli di cui un suo rappresentante era stato sacerdote nella chiesa parrocchiale: Franciscus de Lunellis. Delle donazioni e delle committenze della famiglia vi sono nell'archivio della chiesa così come in quello della diocesi numerosi documenti.In passato vi era l'altare di San Pietro e di Giovanni Battista con polittico del Boselli smembrato e in parte andato perduto. Alcune tavole sono conservate nella pinacoteca dell'Accademia Carrara di Bergamo. Del medesimo pittore sarebbero le immagini rimaste: San Pietro in cattedra a sinistra; Battesimo di Gesù a destra; quattro Profeti e l'Agnello nel sottarco; Santo Stefano e San Lorenzo sui fianchi dei pilastri.

### Il presbiterio

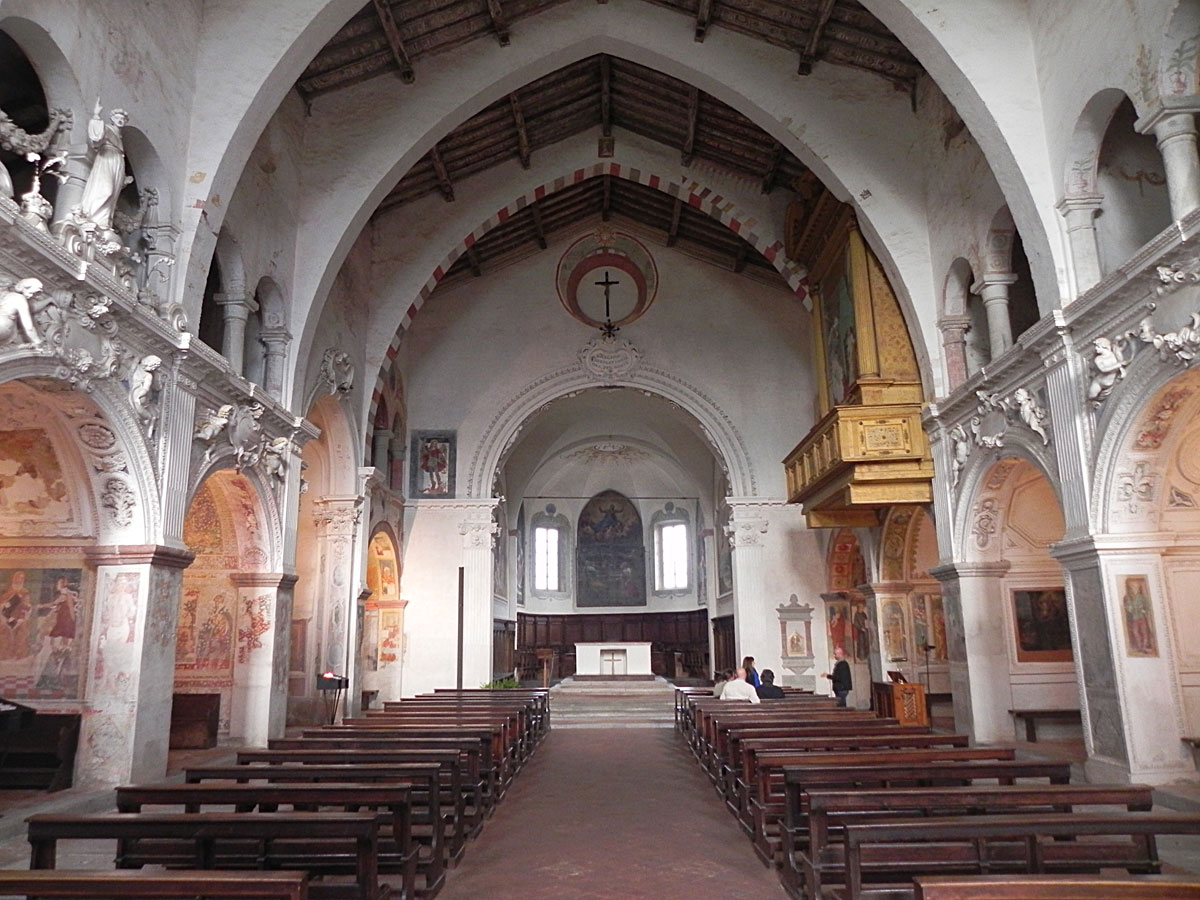
Visione generale della navata

Sul frontale del presbiterio, a sinistra era addossato un alto pulpito settecentesco in legno dipinto. A destra è tuttora presente, inserito nel muro, il tabernacolo (XV secolo) con cornice in marmo e porticina con l'immagine di un angelo che regge il calice; sotto è murata la lapide che ricorda la consacrazione della chiesa.
Il presbiterio è stato completamente rimaneggiato nel Settecento; vi compaiono pertanto solo opere di questo secolo. Al centro del coro spicca una grande tela di Antonio Cifrondi (1657-1730)  con l'Assunzione della Vergine al cielo; ai lati gli affreschi di Ester davanti ad Assuero e di Giuditta con la testa di Oloferne. Sulle pareti di fianco all'altare altri due affreschi: a destra, Santa Monica piange la partenza di Sant'Agostino; a sinistra, in una scena simbolica, il Papa dispensa l'acqua della vera dottrina alla chiesa e Sant'Ambrogio scaccia le eresie con un flagello.
Il coro è dotato di diciassette stalli in legno (anticamente vi era anche un grande leggio con basamento ligneo per il canto delle ore canoniche da parte dei frati), realizzati nel XVI secolo.
Alla sagrestia si accede attraverso la porta che si apre nella sesta cappella a destra della navata. È costituita da un'unica stanza a pianta quadrata con bella volta quattrocentesca.
Al centro del soffitto è affrescata l'immagine del Salvatore; nelle lunette lungo i quattro lati della stanza i santi e la sante più care agli agostiniani: San Guglielmo "comes Pictaviensis", sant'Agostino, san Nicola da Tolentino "demonum effugator potentissimus", il beato Egidio "Columnae de Roma", il cardinale Alessandro di Sasso Ferrato, il beato Bonaventura di Padova, il beato Giovanni di Mantova, i santi Sebastiano e Rocco con devoti, la beata Cristina di Como, la beata Chiara di Monte Falco, santa Monica, sant'Elena. L'immagine più significativa è quella che raffigura «Santa Maria della Consolazione» con un cartiglio in mano, sul quale si legge: "CONSOLAMINI, CONSOLAMINI POPULE MEUS". Di fronte alla Vergine sta san Nicola in preghiera e dietro una folla di almennesi; il santo presenta alla Madonna la seguente scritta: "ORA PRO POPULO TUO DE LEMINE, SANCTA DEI GENITRIX".
Sul passaggio fra presbiterio e sagrestia si apre la porta del campanile, iniziato con la costruzione della chiesa, ma portato a termine solo sulla fine del Cinquecento.

## Il convento
Il convento si trova a destra della chiesa per chi guarda la facciata ed è piuttosto piccolo. Ha al pianterreno un chiostro a pianta quadrata, su cui si affacciano varie stanze, fra le quali la cucina, il refettorio e la ex sala capitolare caratterizzata da due bifore.
Molto bello è il colonnato che recinge la corte, formato su ogni lato da cinque eleganti archi in cotto a sesto acuto, poggianti su colonne monolitiche a loro volta sostenute da un muretto. Al piano superiore, lungo due corridoi sui lati est e sud, sono disposte le celle dei frati, in numero di dodici, l'una di fronte all'altra; vi è pure una sala in passato adibita a biblioteca. Sopra il colonnato del lato nord corre un bel loggiato con archi in cotto a tutto sesto, impostati su pilastrini pure in cotto.